# Largentière (quận)
Quận Largentière là một quận của Pháp, nằm ở tỉnh Ardèche, ở vùng Auvergne-Rhône-Alpes. Quận này có 10 tổng và 103 xã.

## Các đơn vị hành chính

### Các tổng
Các tổng của quận Largentière là: 
1. Burzet
2. Coucouron
3. Joyeuse
4. Largentière
5. Montpezat-sous-Bauzon
6. Saint-Étienne-de-Lugdarès
7. Thueyts
8. Valgorge
9. Vallon-Pont-d'Arc
10. Les Vans

### Các xã
Các xã của quận Largentière, và mã INSEE là: 
| 1. Astet (07018)                       | 2. Balazuc (07023)                    | 3. Banne (07024)                      |
| 4. Barnas (07025)                      | 5. Beaulieu (07028)                   | 6. Beaumont (07029)                   |
| 7. Berrias-et-Casteljau (07031)        | 8. Bessas (07033)                     | 9. Borne (07038)                      |
| 10. Burzet (07045)                     | 11. Cellier-du-Luc (07047)            | 12. Chambonas (07050)                 |
| 13. Chandolas (07053)                  | 14. Chassiers (07058)                 | 15. Chauzon (07061)                   |
| 16. Chazeaux (07062)                   | 17. Chirols (07065)                   | 18. Coucouron (07071)                 |
| 19. Cros-de-Géorand (07075)            | 20. Dompnac (07081)                   | 21. Fabras (07087)                    |
| 22. Faugères (07088)                   | 23. Gravières (07100)                 | 24. Grospierres (07101)               |
| 25. Issanlas (07105)                   | 26. Issarlès (07106)                  | 27. Jaujac (07107)                    |
| 28. Joannas (07109)                    | 29. Joyeuse (07110)                   | 30. La Souche (07315)                 |
| 31. Labastide-de-Virac (07113)         | 32. Labeaume (07115)                  | 33. Lablachère (07117)                |
| 34. Laboule (07118)                    | 35. Lachapelle-Graillouse (07121)     | 36. Lagorce (07126)                   |
| 37. Lalevade-d'Ardèche (07127)         | 38. Lanarce (07130)                   | 39. Largentière (07132)               |
| 40. Laurac-en-Vivarais (07134)         | 41. Laval-d'Aurelle (07135)           | 42. Laveyrune (07136)                 |
| 43. Lavillatte (07137)                 | 44. Le Béage (07026)                  | 45. Le Lac-d'Issarlès (07119)         |
| 46. Le Plagnal (07175)                 | 47. Le Roux (07200)                   | 48. Les Assions (07017)               |
| 49. Les Salelles (07305)               | 50. Les Vans (07334)                  | 51. Lespéron (07142)                  |
| 52. Loubaresse (07144)                 | 53. Malarce-sur-la-Thines (07147)     | 54. Malbosc (07148)                   |
| 55. Mayres (07153)                     | 56. Mazan-l'Abbaye (07154)            | 57. Meyras (07156)                    |
| 58. Montpezat-sous-Bauzon (07161)      | 59. Montréal (07162)                  | 60. Montselgues (07163)               |
| 61. Orgnac-l'Aven (07168)              | 62. Payzac (07171)                    | 63. Planzolles (07176)                |
| 64. Pont-de-Labeaume (07178)           | 65. Prades (07182)                    | 66. Pradons (07183)                   |
| 67. Prunet (07187)                     | 68. Péreyres (07173)                  | 69. Ribes (07189)                     |
| 70. Rocher (07193)                     | 71. Rocles (07196)                    | 72. Rosières (07199)                  |
| 73. Ruoms (07201)                      | 74. Sablières (07202)                 | 75. Sagnes-et-Goudoulet (07203)       |
| 76. Saint-Alban-Auriolles (07207)      | 77. Saint-Alban-en-Montagne (07206)   | 78. Saint-André-Lachamp (07213)       |
| 79. Saint-André-de-Cruzières (07211)   | 80. Saint-Cirgues-de-Prades (07223)   | 81. Saint-Cirgues-en-Montagne (07224) |
| 82. Saint-Genest-de-Beauzon (07238)    | 83. Saint-Laurent-les-Bains (07262)   | 84. Saint-Mélany (07275)              |
| 85. Saint-Paul-le-Jeune (07280)        | 86. Saint-Pierre-Saint-Jean (07284)   | 87. Saint-Pierre-de-Colombier (07282) |
| 88. Saint-Sauveur-de-Cruzières (07294) | 89. Saint-Étienne-de-Lugdarès (07232) | 90. Sainte-Eulalie (07235)            |
| 91. Sainte-Marguerite-Lafigère (07266) | 92. Salavas (07304)                   | 93. Sampzon (07306)                   |
| 94. Sanilhac (07307)                   | 95. Tauriers (07318)                  | 96. Thueyts (07322)                   |
| 97. Usclades-et-Rieutord (07326)       | 98. Uzer (07327)                      | 99. Vagnas (07328)                    |
| 100. Valgorge (07329)                  | 101. Vallon-Pont-d'Arc (07330)        | 102. Vernon (07336)                   |
| 103. Vinezac (07343)                   |                                       |                                       |